# Massa (elektriciteit)

Symbool voor de massa, overeenkomstig EN 60617-2

In de elektrotechniek is de massa een gemeenschappelijke referentiepotentiaal in een elektrisch netwerk die op 0 volt gesteld wordt.
Meestal wordt hiervoor de potentiaal gekozen van de behuizing of het chassis van een apparaat. Dit punt dient als gemeenschappelijk pad waarlangs de stromen terugvloeien.
In veel gevallen zal de massa uit veiligheidsoverwegingen geaard worden, dus elektrisch verbonden worden met de aarde, en dan hebben massa en aarde dezelfde potentiaal. Bij voorwerpen die niet continu elektrisch verbonden kunnen zijn met de aarde, zoals auto's, vliegtuigen, ruimtevaartuigen of draadloze toestellen, kan er een (groot) potentiaalverschil optreden tussen massa en aarde. Iedereen die bij het verlaten van een auto weleens een elektrische schok heeft gekregen, weet dat de potentiaal van de 'aarde' (eigenlijk massa) van de auto soms sterk kan verschillen van de potentiaal van de planeet aarde.